# Valle de Arana
Valle de Arana in castigliano e Harana in basco, è un comune spagnolo  situato nella comunità autonoma dei Paesi Baschi.